# Elin Sjöberg
Helena Amalia (Elin) Sjöberg, född 29 juni 1864 i Arvika församling, död 28 oktober 1950 i Stockholm, var en svensk målare.
Hon var dotter till apotekaren Gustaf Albrecht Lokrantz och Helena Sophia Pyhlson och från 1898 gift med direktören Olof Sven Gabriel Sjöberg. Få uppgifter om Sjöbergs utbildning till konstnär är kända men man antar att hon studerade vid en privat målarskola eller för en utbildad konstnär. Mellan 1890 och 1895 studerade hon vid Högre konstindustriella skolan i Stockholm där hon var vän med bland andra textilkonstnärerna Märta Måås-Fjetterström, Annie Frykholm och Clary Hahr och illustratören Elsa Maartman (senare Beskow). Hon medverkade i utställningar arrangerade av Svenska konstnärernas förening och Liljevalchs vårutställningar i Stockholm. Hennes konst består av stadsmotiv från bland annat Visby och landskapsskildringar.